# Бокельвіц
Бокельвіц (нім. Bockelwitz) — громада у Німеччині, у землі Саксонія. Підпорядковується адміністративному округу Кемніц. Входить до складу району Середня Саксонія. 
Населення - 2 633 особи (на 31 грудня 2010). Площа - 34,54 км². 
Офіційний код — 14 3 75 020. 

## Адміністративний поділ
Громада підрозділяється на 24 сільських округи. 

## Відомі уродженці
- Йоганн Еріх Гейден (1892-1979) — німецький філософ та психолог.